# مهرداد بایرامی
مهرداد بایرامی (متولد ۳۰ شهریور ۱۳۶۹ در اردبیل) بازیکن فوتبال اهل ایران است.

## زندگی ورزشی
در دیدار تیم‌های گسترش فولاد تبریز و راه‌آهن در هفته بیست‌ودوم سیزدهمین دوره لیگ برتر فوتبال ایران در ۲۱ دی ۱۳۹۲ که در ورزشگاه اختصاصی باشگاه گسترش فولاد تبریز پیگیری شد و با برتری ۵ بر صفر گسترش فولاد تبریز به اتمام رسید، مهرداد بایرامی که ۷۳ دقیقه در میدان حضور داشت، توانست در این دیدار ۴ گل از ۵ گل تیمش را به ثمر برساند و این امر تا حدی موجب شهرت وی شد.

## آمار باشگاهی[۲]
| آمار گل و پاس گل | آمار گل و پاس گل  | آمار گل و پاس گل | آمار گل و پاس گل | آمار گل و پاس گل |
| فصل              | تیم               | تعداد بازی       | گل               | پاس گل           |
| ---------------- | ----------------- | ---------------- | ---------------- | ---------------- |
| ۹۱–۹۰            | ماشین‌سازی تبریز   | ۱۶               | ۱                |                  |
| ۹۱–۹۲            | گسترش فولاد تبریز | ۲۲               | ۶                |                  |
| ۹۲–۹۳            | گسترش فولاد تبریز | ۲۲               | ۱۱               | ۵                |